# Банк д'Арген (национален парк)
Националният парк Банк д'Арген, (на арабски: حوض آركين); (на френски: Parc National du Banc d'Arguin) се намира на атлантическия бряг на Мавритания между градовете Нуакшот и Нуадибу и е основан през 1976 г. Националният парк обхваща различни ландшафтни форми като пясъчни дюни, крайбрежни блата, остров Арген и други малки острови, както и плитките крайбрежни води. Пясъчната плитчина Арген е част от националния парк.

## Биоразнообразие
През 1989 г. паркът става част от Списъка на световното културно и природно наследство на ЮНЕСКО, тъй като представлява важен район за презимуване на прелетните птици и принадлежи към един от най-богатите на птици райони в света. Паркът е един от най-значителните райони за презимуване на малкият свирец (Numenius phaeopus). В парка гнездят и мътят и много птици като розово фламинго, лопатарката, розовият пеликан, каспийската рибарка, кралска рибарка, дебелоклюна рибарка, както и голям брой дългоклюни чайки.
От бозайниците има газела доркас (около 200 бр.), африкански златен вълк, фенек, лисица на Рюпел, пясъчна котка, африканска дива котка, котешка генета, африканска невестулка, меден язовец и ивичеста хиена.

## Галерия
- Рибарски лодки в парка
- Карта, включваща островите Тидра и and Арген
- Банк д'Арген, поглед от космоса, 2019 г.